# Palla a sfratto
La palla a sfratto, o pallasfratto, o più semplicemente sfratto, è uno sport di squadra, originato in Germania alla fine del XIX secolo ma ispirato a un antico gioco greco. La particolarità di questo sport è costituita dall'attrezzo usato, chiamato palla vibrata, che è anche il nome della varietà più diffusa del gioco. Esso consiste in un pallone di cuoio, piuttosto pesante (1500 grammi), generalmente riempito di crine animale, al quale è legata una impugnatura flessibile, anch'essa di cuoio o di corda, lunga non più di 9 cm. Questo attrezzo viene lanciato durante il gioco con un movimento simile a quello del lancio del martello.

## Regolamento
La palla a sfratto viene giocata su un terreno, preferibilmente erboso, di larghezza variabile (15-30 metri) e lungo 100 metri. Le due squadre, composte solitamente da 5 giocatori, si posizionano all'inizio del gioco dietro una linea posta a 30 metri davanti alla linea di fondo campo. Un giocatore di una delle due squadre lancia a turno l'attrezzo, secondo un movimento preciso che può contenere una semplice oscillazione (per i giocatori principianti) o uno o due giri su sé stessi per i giocatori più esperti. Scopo del gioco è far cadere la palla oltre la linea di fondo campo difesa dalla squadra avversaria, detta linea di sfratto. Se uno dei giocatori in difesa prende al volo la palla prima che essa superi la linea di sfratto, ha la possibilità di lanciare a sua volta l'attrezzo nel modo che preferisce, cioè senza necessariamente impugnare l'attrezzo nel modo codificato dalle regole di lancio. Ad eccezione dei tiri successivi ad una presa al volo, che sono effettuati dal giocatore che è in quel momento in possesso della palla, i lanci dell'attrezzo seguono una rotazione tra tutti i giocatori, secondo un ordine simile a quello della battuta nel baseball.
Una partita è costituita da due riprese per un tempo totale di 40'. Vince la squadra che totalizza il maggior numero di “sfratti”, come vengono definiti i punti.

## Storia
Lo sfratto è stato popolare soprattutto in Germania e Italia tra la fine del XIX secolo e gli anni ‘40 del XX. In questi due paesi sono stati organizzati regolari campionati, che facevano generalmente parte dei concorsi nazionali di ginnastica. In Italia la maggior parte delle società ginnastiche aveva una sezione di sfratto, e questa disciplina fu inserita, dai primi anni del ‘900, nel programma dei Concorsi Nazionali FGNI tra gli sport di squadra assieme al calcio e al tamburello, anche se in seguito ebbe decisamente meno successo rispetto alle altre due discipline. Attualmente questo sport è praticato, a livello dilettantistico, nelle regioni tedesche dell'Oldenburgo e della Frisia orientale.